# Афанасьев, Валентин Владимирович
 Валентин Владимирович Афанасьев  (род. 1945, Черновцы) — советский художник, музыкант, представитель ленинградского андерграунда. Автор уникальной системы функциональных соотношений цветов и звуков, позволяющей воспринимать музыку в цвете.

## Биография и творчество
Из дворянского рода Афанасьевых. Родился в Черновцах в семье архитектора В. Афанасьева.
Окончил Санкт-Петербургскую Консерваторию по классу скрипки профессора Б. А. Сергеева в 1972 году. Как скрипач работал во многих ленинградских оркестрах: Радио и Телевидения, Малого театра оперы и балета им. М. П. Мусоргского, Театра музыкальной комедии, в Государственном симфоническом оркестре и др.
Одновременно занимался живописью и принимал участие в выставках ленинградских нонконформистов.
Валентин Афанасьев известен изобретением уникальной системы функциональных соотношений цветов и звуков, позволяющей воспринимать музыку в цвете. Система цветозвуковых отношений включает в себя открытие закономерностей, которым должны подчиняться определённые группы цветов для адекватного проявления алгоритма, содержащегося в нотной записи. Определены пространства мелодии, тональности функциональных отношений. Впервые в истории показано, что один и тот же звук может характеризоваться тремя различными цветами в зависимости от занимаемых ими пространственных позиций:
• в пространстве функциональных наклонений (законы гармонии, нахождение соответствия цветового решения гармоническому на основе принципа дополнительности цветов);
• в пространстве тональностей;
• в пространстве мелодии (мажорные и минорные последовательности воспроизведения звуков и цветов).
В результате соответствия цветозвуковых отношений были установлены и подкреплены созданием их математической модели.
Начало XXI века ознаменовалось серией концертов с применением новой светозвуковой системы на материале классической и современной музыки. Концерты проходили в залах петербургской Капеллы, Филармонии, Смольном соборе, Ледовом дворце и в Париже в Большом зале ЮНЕСКО.
Постоянный участник Международного фестиваля искусств «Сергей Осколков и его друзья». Член Ассоциации русских художников в Париже, член Союза концертных деятелей РФ.
Живёт и работает в Санкт-Петербурге и Париже.

### Теоретические работы
- Афанасьев В. В. «Светозвуковой музыкальный строй», элементарная теория аудиовизуальных стимулов. Москва: Изд. «Музыка», 2002.

### Патенты
В 1997 году получил патенты на изобретение во Франции и России:
1. Устройство для продуцирования аудиовизуальных стимулов
2. Способ формирования цветного изображения
Изобретение поддержано Российской Академией Наук и Международной организацией ЮНЕСКО.

### Избранные проекты и концерты
2009 — Проект при поддержке Правительства Петербурга «Искусство зримой музыки Валентина Афанасьева», Ледовый дворец. Санкт-Петербург.

## Основные выставки
- ДК им. Орджоникидзе, Ленинград
- «Выставка двадцати». Квартира К. Кузьминского, Ленинград
- 1965 «Весенняя выставка». Ленинградское Отделение Союза Художников, Ленинград
- 1971 «На Кустарном». Мастерская В. Овчинникова, Ленинград
- 1972 Выставка в Гавани, Ленинград
- 1973 Выставка натюрморта. Ленинградское Отделение Союза Художников, Ленинград
- 1974, 22-25 декабря Первая выставка художников-нонконформистов. ДК им. Газа, Ленинград
- 1975, 10-20 сентября Вторая выставка художников нонконформистов. ДК «Невский», Ленинград
- 1976 Музей-квартира Ф. М. Достоевского, Ленинград
- 1976 Квартирная выставка художников-нонконформистов. Москва
- 1977 «Наш Современник». Государственный Русский Музей, Ленинградское Отделение Союза Художников, Ленинград
- 1978 Выставка ленинградских художников. Музей современного искусства, Ереван
- 1978, 11-13 апреля Институт киноинженеров, Ленинград
- 1978 Персональная выставка. ДК им. Дзержинского, Ленинград
- 1978, 4 марта Клуб им. Калинина, Ленинград
- 1978 Персональная выставка. Союз писателей, Ленинград
- 1979 «Натюрморт». ЛДХС, Ленинград
- 1980 «Олимпийская выставка». Ленинградский Дворец Молодежи, Ленинград
- 1980 В. Левитин, М. Иванов. Лавка художника, Ленинград
- 1980 Персональная выставка. Секция графики Союза художников, Ленинград
- 1981 Выставка Товарищества Экспериментального Изобразительного Искусства (ТЭИИ). ДК им. Кирова, Ленинград
- 1981 Выставка художников нонконформистов. Ленинградский Дворец Молодежи, Ленинград
- 1985 Выставочный зал Союза Композиторов, Ленинград
- 1985 Первая выставка семи. Выставочный зал объединённой дирекции музеев Ленинградской области. Литейный, 57, Ленинград
- 1986 «Тысячелетие крещения Руси». Выставочный зал Союза Художников, Ленинград
- 1987 Вторая выставка семи. Выставочный зал объединённой дирекции музеев Ленинградской области. Литейный, 57, Ленинград
- 1988 Ж. Бровина, А. Зайцев, В. Левитин, Дирекция музеев Ленинградской области, Литейный, 57 (галерея «Петровский пассаж»)
- 1988 «Весна-88». Объединение «Вернисаж», Москва
- 1988 Выставка живописи. Монастырь святого Бонифация- Франкфурт-Нюрнберг-Ганновер- Мюнхен, ФРГ
- 1988 «Современное искусство Ленинграда». ЦВЗ «Манеж», Ленинград
- 1988 Персональная выставка. Объединение «Вернисаж», Ленинград
- 1988 «Знаменатель история». Выставочный зал объединённой дирекции музеев Ленинградской области. Литейный, 57, Ленинград
- 1988 Групповая выставка в Доме Журналиста. Ленинград
- 1989 Выставка живописи. UNESCO, Париж, Франция
- 1989 Выставка живописи. Gallery Gete Terseus, Стокгольм, Швеция
- 1989 Выставка русских художников. Париж
- 1990 Выставка живописи. Scala Gallery, Нью-Йорк, США
- 1990 «Небо и твердь». ЦВЗ «Манеж», Санкт-Петербург
- 1990 Фестиваль ленинградских галерей. ЦВЗ «Манеж», Ленинград
- 1990 «Современное искусство Ленинграда». Германия, Норвегия
- 1992 Ж. Бровина, И. Оласюк, галерея Navicula Artis, Санкт-Петербург
- 1992 Выставка живописи. Art Gallery Joseph D. Carrier, Торонто, Канада
- 1992 «Воскресение». Государственный музей этнографии, Санкт-Петербург
- 1993 Выставка живописи. Центральный выставочный зал Союза Писателей, Москва
- 1993 Выставка живописи. Gallery G.Krohn, Стокгольм, Швеция
- 1993 Выставка из собрания музея «Царскосельская коллекция», штат Мичиган, США
- 1993 «От авангарда до наших дней». ЦВЗ «Манеж», Санкт-Петербург
- 1994 «Осенний салон». Париж, Франция
- 1994 III Петербургская биеннале. Галерея «Арт-коллегия», Санкт-Петербург
- 1994 Персональная выставка. Галерея «10-10», Санкт-Петербург
- 1994—1996 «Самоидентификация. Аспекты петербургского искусства 1970—1990-х». Киль-Берлин-Осло-Сопот-Копенгаген-Санкт-Петербург.
- 1994 Выставка живописи. Пушкинский центр, Париж, Франция
- 1994 «П. Кондратьев и его окружение». Фонд культуры, Санкт-Петербург
- 1994 «Не муза, но творец». Выставочный зал Союза Художников, Санкт-Петербург
- 1995 Выставка произведений из частных коллекций. ЦВЗ «Манеж», Санкт-Петербург
- 1995 Выставка живописи. Art Gallery, Торонто, Канада
- 1995 "После «Черного квадрата», Москва
- 1995 Выставка живописи. Marly le Roi (Hotel de ville), Франция
- 1996 Петербург-95. ЦВЗ Манеж, Санкт-Петербург
- 1996 Выставка из коллекции Чудновских. Университет Лафайет, США
- 1997 Purple Gallery, Нью-Йорк, США
- 1997 Валентин Афанасьев. Живопись. La Galerie Art Present, Париж, Франция
- 1998 «Анатомия современного искусства», галерея «Арт-коллегия», Санкт-Петербург
- 1998 «Анатомия современного искусства Санкт-Петербурга». ЦВЗ «Манеж», Санкт-Петербург
- 2002 Выставка из фондов ЦВЗ «Манеж»
- 2003 Выставка из фондов Музея нонконформистского искусства «Пушкинская, 10», Санкт-Петербург
- 2003 «Традиции и современность». ЦВЗ «Манеж», Санкт-Петербург
- 2004 «Газаневщина». К 30-летию открытия выставки в ДК им. Газа. ЦВЗ «Манеж», Санкт-Петербург
- 2007 «Музыка изобразительного искусства»[9], Музей Державина, Санкт-Петербург
- 2009-02-23 Валентин Афанасьев. Искусство зримой музыки. Арт-холл «МонаКо», Санкт-Петербург
- 2011 «Работы года». IFA, Санкт-Петербургский творческий союз художников
- 2011 «Осенняя выставка». Санкт-Петербургский союз художников
- 2012 Персональная выставка. Отель «Новый Петергоф», Петергоф
- 2012 Персональная выставка. Галерея «Мольберт». Санкт-Петербург
- 2013 Выставка «Звучащее вещество». Русский музей. Санкт-Петербург[10]
- 2013 Российский центр науки и культуры. Париж
- 2015 «Синергия света, живописи, музыки» (совместная выставка с А. Ивашинцевой), Конюшенный флигель Юсуповского дворца, Санкт-Петербург
- 2016 Персональная выставка. Музея нонконформистского искусства «Пушкинская, 10»
- 2016 «Суперструны Кандинского». Музей нонконформистского искусства, г. Санкт-Петербург. Коллективная выставка с участием Олигерова Александра, Волосенкова Феликса, Духовлинова Владимира, Ковальского Сергея, Кошелохова Боба, Макарова Владислава, Оласюк Ивана, Уянаева Аслана, Шалабина Валерия, Филова Дмитрия и др[11].
- 2019 Персональная выставка.«Музыку можно видеть». Музей Достоевского. Санкт-Петербург